# Ліга націй УЄФА 2020—2021 (Ліга C)
Ліга націй УЄФА 2020–2021 — Ліга C (англ. 2020–21 UEFA Nations League C) — третій дивізіон Ліги націй УЄФА 2020—2021, що відбувся за участю чоловічих збірних команд 15 членів асоціацій УЄФА.

## Формат
В цьому сезоні Лігу C розширили з 15 до 16 команд. В лігу потрапили команди, що посіли з 33 по 48 місце в загальному рейтингу Ліги націй 2018—19, які були поділені на 4 групи по 4 команди кожна. Кожна команда грає 6 матчів (вдома та на виїзді з кожною командою у своїй групі). Команди грають подвійні тури (по 2 матчі поспіль) у вересні, жовтні та листопаді. Переможець кожної групи отримає путівку до Ліги B Ліги націй 2022—23, а команди з кожної групи, що зайняли 4-е місце, потрапляють до плей-оф за виживання.
Оскільки Ліга C складається з 4-х груп, а Ліга D лише з 2-х, 2-і команди, які вилітають з Ліги C визначаються у плей-оф у березні 2022. Команди, що посіли 4-ті місця, поділяють на 2-і пари відповідно до загального рейтингу Ліги. 1-а команда в рейтингу грає з 4-ю командою, а 2-а з 3-ю. Обидві пари грають два матчі: вдома та на виїзді (команда, що є вищою в рейтингу, грає вдома у другому матчі). Команди, що заб'ють більше голів за загальним рахунком двох матчів, залишаються в Лізі C, а їх команди-суперники вилітають до Ліги D. Якщо загальний рахунок нічийний, то застосовується правило виїзного гола. Якщо за голами на виїзді також нічия, команди грають додатковий час. Після додаткового часу знову застосовується правило виїзного гола і, якщо ніхто не забив в додатковому часі, результат вирішується серією післяматчевих пенальті.

## Учасники

### Зміни в списку учасників
Після сезону 2018-19 у списку учасників відбулися наступні зміни:
| З Ліги D                                                          | З Ліги D                                                                         |
| ----------------------------------------------------------------- | -------------------------------------------------------------------------------- |
| Переможці груп: - Білорусь - Грузія - Косово - Північна Македонія | Після зміни формату: - Азербайджан - Вірменія - Казахстан - Люксембург - Молдова |

| До Ліги B                                                   | До Ліги B                                                      |
| ----------------------------------------------------------- | -------------------------------------------------------------- |
| Переможці груп: - Норвегія - Сербія - Фінляндія - Шотландія | Після зміни формату: - Болгарія - Ізраїль - Румунія - Угорщина |

Зміни, які не відбулися після зміни формату:
| Мали вилітати з Ліги B                                  |
| ------------------------------------------------------- |
| - Ірландія - Північна Ірландія - Словаччина - Туреччина |

| Мали вилітати до Ліги D             |
| ----------------------------------- |
| - Естонія - Кіпр - Литва - Словенія |

### Жеребкування
Для жеребкування команди було поділено на кошики на основі загального рейтингу Ліги націй 2018-19, але з невеликими змінами: команди, які мали вилітати з ліги за результатами попереднього сезону, знаходяться в рейтингу одразу після команд, що за результатами попереднього сезону отримали підвищення (до зміни формату). Склад кошиків було підтвердженно 4 грудня 2019  та був оснований на загальному рейтингу.
| Команда    | Рейт |
| ---------- | ---- |
| Греція     | 33   |
| Албанія    | 34   |
| Чорногорія | 35   |
| Грузія     | 36   |

| Команда            | Рейт |
| ------------------ | ---- |
| Північна Македонія | 37   |
| Косово             | 38   |
| Білорусь           | 39   |
| Кіпр               | 40   |

| Команда    | Рейт |
| ---------- | ---- |
| Естонія    | 41   |
| Словенія   | 42   |
| Литва      | 43   |
| Люксембург | 44   |

| Команда     | Рейт |
| ----------- | ---- |
| Вірменія    | 45   |
| Азербайджан | 46   |
| Казахстан   | 47   |
| Молдова     | 48   |

Жеребкування групових етапів відбулося у Амстердамі (Нідерланди) о 19:00 EET (18:00 CET) 3 березня 2020.  В кожну групу потрапляє одна команда з кожного кошику.

## Групи
3 березня 2020, після жеребкування, УЄФА затвердили календар турніру. 17 червня 2020 Виконавчий комітет УЄФА поправили розклад групових етапів (матчів, запланованих на жовтень та листопад), щоб звільнити час для проведення плей-оф кваліфікації Євро 2020. Після цих змін, УЄФА опублікували остаточний розклад на жовтень та листопад 26 червня 2020.
Час вказано в EET/EEST, (місцевий час, якщо відрізняється, вказано в дужках).

### Група 1
| Поз | Команда        | І | В | Н | П | ГЗ | ГП | РГ | О  | Підвищення або кваліфікація         |     | Чорногорія | Люксембург | Азербайджан | Кіпр |
| --- | -------------- | - | - | - | - | -- | -- | -- | -- | ----------------------------------- | --- | ---------- | ---------- | ----------- | ---- |
| 1   | Чорногорія (P) | 6 | 4 | 1 | 1 | 10 | 2  | +8 | 13 | Вихід у Лігу B                      |     | —          | 1:2        | 2:0         | 4:0  |
| 2   | Люксембург     | 6 | 3 | 1 | 2 | 7  | 5  | +2 | 10 |                                     |     | 0:1        | —          | 0:0         | 2:0  |
| 3   | Азербайджан    | 6 | 1 | 3 | 2 | 2  | 4  | −2 | 6  |                                     | 0:0 | 1:2        | —          | 0:0         |      |
| 4   | Кіпр (O)       | 6 | 1 | 1 | 4 | 2  | 10 | −8 | 4  | Потрапляння до плей-оф за виживання |     | 0:2        | 2:1        | 0:1         | —    |

| 5 вересня 2020 19:00 (16:00 AZT) |

| Азербайджан   | 1:2      | Люксембург                                |
| ------------- | -------- | ----------------------------------------- |
| - Шейдаєв 43' | Протокол | - Кривоцюк 48' (аг) - Родрігес 72' (пен.) |

| Олімпійський, Баку · Глядачів: 0 · Арбітр: Кріс Кеванаг ( Англія) |

| 5 вересня 2020 19:00 |

| Кіпр | 0:2      | Чорногорія         |
| ---- | -------- | ------------------ |
|      | Протокол | - Йоветич 60', 73' |

| ГСП, Нікосія · Глядачів: 0 · Арбітр: Гарм Осмерс ( Німеччина) |

| 8 вересня 2020 21:45 (20:45 CEST) |

| Люксембург | 0:1      | Чорногорія             |
| ---------- | -------- | ---------------------- |
|            | Протокол | - Бечирай 90+3' (пен.) |

| Жозі Бартель, Люксембург · Глядачів: 0 · Арбітр: Лоуренс Віссер ( Бельгія) |

| 8 вересня 2020 21:45 |

| Кіпр | 0:1      | Азербайджан    |
| ---- | -------- | -------------- |
|      | Протокол | - Медведєв 29' |

| ГСП, Нікосія · Глядачів: 0 · Арбітр: Філіп Глова ( Словаччина) |

| 10 жовтня 2020 16:00 (15:00 CEST) |

| Люксембург        | 2:0      | Кіпр |
| ----------------- | -------- | ---- |
| - Сінані 12', 26' | Протокол |      |

| Жозі Бартель, Люксембург · Арбітр: Дональд Робертсон ( Шотландія) |

| 10 жовтня 2020 16:00 (15:00 CEST) |

| Чорногорія                  | 2:0      | Азербайджан |
| --------------------------- | -------- | ----------- |
| - Йоветич 9' - Іванович 71' | Протокол |             |

| Міський, Подгориця · Арбітр: Рікардо де Бургос ( Іспанія) |

| 13 жовтня 2020 19:00 (18:00 CEST) |

| Азербайджан | 0:0      | Кіпр |
| ----------- | -------- | ---- |
|             | Протокол |      |

| Ельбасан Арена, Ельбасан ( Албанія) · Арбітр: Фран Йович ( Хорватія) |

| 13 жовтня 2020 21:45 (20:45 CEST) |

| Чорногорія     | 1:2      | Люксембург                   |
| -------------- | -------- | ---------------------------- |
| - Іванович 34' | Протокол | - Муратович 42' - Сінані 86' |

| Міський, Подгориця · Арбітр: Саша Штегеман ( Німеччина) |

| 14 листопада 2020 19:00 |

| Кіпр                       | 2:1      | Люксембург        |
| -------------------------- | -------- | ----------------- |
| - Кастанос 34' (пен.), 71' | Протокол | - Кусулос 5' (аг) |

| ГСП, Нікосія · Арбітр: Маттіас Гестраніус ( Фінляндія) |

| 14 листопада 2020 19:00 (18:00 CET) |

| Азербайджан | 0:0      | Чорногорія |
| ----------- | -------- | ---------- |
|             | Протокол |            |

| Запрешич, Запрешич ( Хорватія) · Арбітр: Сергій Іванов ( Росія) |

| 17 листопада 2020 21:45 (20:45 CET) |

| Люксембург | 0:0      | Азербайджан |
| ---------- | -------- | ----------- |
|            | Протокол |             |

| Жозі Бартель, Люксембург · Арбітр: Фелікс Цваєр ( Німеччина) |

| 17 листопада 2020 21:45 (20:45 CET) |

| Чорногорія                                    | 4:0      | Кіпр |
| --------------------------------------------- | -------- | ---- |
| - Йоветич 14' - Болєвич 25', 28' - Мугоша 60' | Протокол |      |

| Міський, Подгориця · Арбітр: Ейтан Шемеулевич ( Ізраїль) |

### Група 2
| Поз | Команда            | І | В | Н | П | ГЗ | ГП | РГ | О  | Підвищення або кваліфікація         |     | Вірменія | Північна Македонія | Грузія | Естонія |
| --- | ------------------ | - | - | - | - | -- | -- | -- | -- | ----------------------------------- | --- | -------- | ------------------ | ------ | ------- |
| 1   | Вірменія (P)       | 6 | 3 | 2 | 1 | 9  | 6  | +3 | 11 | Вихід у Лігу B                      |     | —        | 1:0                | 2:2    | 2:0     |
| 2   | Північна Македонія | 6 | 2 | 3 | 1 | 9  | 8  | +1 | 9  |                                     |     | 2:1      | —                  | 1:1    | 2:1     |
| 3   | Грузія             | 6 | 1 | 4 | 1 | 6  | 6  | 0  | 7  |                                     | 1:2 | 1:1      | —                  | 0:0    |         |
| 4   | Естонія (R)        | 6 | 0 | 3 | 3 | 5  | 9  | −4 | 3  | Потрапляння до плей-оф за виживання |     | 1:1      | 3:3                | 0:1    | —       |

| 5 вересня 2020 16:00 (15:00 CEST) |

| Північна Македонія                           | 2:1      | Вірменія                |
| -------------------------------------------- | -------- | ----------------------- |
| - Аліоскі 5' (пен.) - Несторовскі 38' (пен.) | Протокол | - Барсегян 90+4' (пен.) |

| Тоше Проескі, Скоп'є · Глядачів: 0 · Арбітр: Ірфан Пельто ( Боснія і Герцеговина) |

| 5 вересня 2020 19:00 |

| Естонія | 0:1      | Грузія         |
| ------- | -------- | -------------- |
|         | Протокол | - Качарава 32' |

| А. Ле Кок Арена, Таллінн · Глядачів: 0 · Арбітр: Донатас Румшас ( Литва) |

| 8 вересня 2020 19:00 (20:00 AMT) |

| Вірменія                      | 2:0      | Естонія |
| ----------------------------- | -------- | ------- |
| - Карапетян 44' - Вбеймар 66' | Протокол |         |

| Республіканський стадіон імені Вазгена Саркісяна, Єреван · Глядачів: 0 · Арбітр: Девід Кут ( Англія) |

| 8 вересня 2020 19:00 (20:00 GET) |

| Грузія                  | 1:1      | Північна Македонія |
| ----------------------- | -------- | ------------------ |
| - Окріашвілі 13' (пен.) | Протокол | - Ристовський 33'  |

| Динамо Арена, Тбілісі · Глядачів: 0 · Арбітр: Петер К'єрсгорд ( Данія) |

| 11 жовтня 2020 19:00 |

| Естонія                                 | 3:3      | Північна Македонія                        |
| --------------------------------------- | -------- | ----------------------------------------- |
| - Саппінен 33', 61' - Лійвак 76' (пен.) | Протокол | - Кууск 3' (аг) - Пандев 80' - Зайков 88' |

| А. Ле Кок Арена, Таллінн · Арбітр: Мохаммед Аль-Хакім ( Швеція) |

| 11 жовтня 2020 19:00 (20:45 AMT) |

| Вірменія                            | 2:2      | Грузія                          |
| ----------------------------------- | -------- | ------------------------------- |
| - Байрамян 6' - Мхітарян 89' (пен.) | Протокол | - Качарава 46' - Окріашвілі 74' |

| Міський стадіон, Тихи ( Польща) · Арбітр: Іван Бебек ( Хорватія) |

| 14 жовтня 2020 21:45 (20:45 CEST) |

| Північна Македонія     | 1:1      | Грузія            |
| ---------------------- | -------- | ----------------- |
| - Аліоскі 90+3' (пен.) | Протокол | - Кварацхелія 74' |

| Тоше Проескі, Скоп'є · Арбітр: Бартош Франковський ( Польща) |

| 14 жовтня 2020 21:45 |

| Естонія        | 1:1      | Вірменія      |
| -------------- | -------- | ------------- |
| - Саппінен 14' | Протокол | - Оганесян 8' |

| А. Ле Кок Арена, Таллінн · Арбітр: Луїш Годінью ( Португалія) |

| 15 листопада 2020 16:00 (15:00 CET) |

| Північна Македонія                    | 2:1      | Естонія        |
| ------------------------------------- | -------- | -------------- |
| - Тричковський 29' - Стояновський 68' | Протокол | - Саппінен 52' |

| Тоше Проескі, Скоп'є · Арбітр: Маріус Аврам ( Румунія) |

| 15 листопада 2020 19:00 (21:00 GET) |

| Грузія                  | 1:2      | Вірменія                   |
| ----------------------- | -------- | -------------------------- |
| - Казаїшвілі 65' (пен.) | Протокол | - Казарян 33' - Адамян 86' |

| Динамо Арена імені Бориса Пайчадзе, Тбілісі · Арбітр: Марко Гуїда ( Італія) |

| 18 листопада 2020 19:00 |

| Вірменія         | 1:0      | Північна Македонія |
| ---------------- | -------- | ------------------ |
| - Амбарцумян 55' | Протокол |                    |

| ГСП, Нікосія ( Кіпр) · Арбітр: Боббі Медден ( Шотландія) |

| 18 листопада 2020 19:00 (21:00 GET) |

| Грузія | 0:0      | Естонія |
| ------ | -------- | ------- |
|        | Протокол |         |

| Динамо Арена імені Бориса Пайчадзе, Тбілісі · Арбітр: Ірфан Пельто ( Боснія і Герцеговина) |

### Група 3
| Поз | Команда      | І | В | Н | П | ГЗ | ГП | РГ  | О  | Підвищення або кваліфікація         |     | Словенія | Греція | Республіка Косово | Молдова |
| --- | ------------ | - | - | - | - | -- | -- | --- | -- | ----------------------------------- | --- | -------- | ------ | ----------------- | ------- |
| 1   | Словенія (P) | 6 | 4 | 2 | 0 | 8  | 1  | +7  | 14 | Вихід у Лігу B                      |     | —        | 0:0    | 2:1               | 1:0     |
| 2   | Греція       | 6 | 3 | 3 | 0 | 6  | 1  | +5  | 12 |                                     |     | 0:0      | —      | 0:0               | 2:0     |
| 3   | Косово       | 6 | 1 | 2 | 3 | 4  | 6  | −2  | 5  |                                     | 0:1 | 1:2      | —      | 1:0               |         |
| 4   | Молдова (R)  | 6 | 0 | 1 | 5 | 1  | 11 | −10 | 1  | Потрапляння до плей-оф за виживання |     | 0:4      | 0:2    | 1:1               | —       |

| 3 вересня 2020 21:45 (20:45 CEST) |

| Молдова          | 1:1      | Косово        |
| ---------------- | -------- | ------------- |
| - Ніколаєску 21' | Протокол | - Кололлі 72' |

| Енніо Тардіні, Парма · Глядачів: 0 · Арбітр: Кай Ерік Стеен ( Норвегія) |

| 3 вересня 2020 21:45 (20:45 CEST) |

| Словенія | 0:0      | Греція |
| -------- | -------- | ------ |
|          | Протокол |        |

| Стожиці, Любляна · Глядачів: 0 · Арбітр: Боббі Медден ( Шотландія) |

| 6 вересня 2020 19:00 (18:00 CEST) |

| Словенія    | 1:0      | Молдова |
| ----------- | -------- | ------- |
| - Богар 29' | Протокол |         |

| Стожиці, Любляна · Глядачів: 0 · Арбітр: Жером Брісар ( Франція) |

| 6 вересня 2020 21:45 (20:45 CEST) |

| Косово       | 1:2      | Греція                    |
| ------------ | -------- | ------------------------- |
| - Беріша 83' | Протокол | - Лімніос 3' - Сіовас 52' |

| Фаділь Вокрі, Приштина · Глядачів: 0 · Арбітр: Павел Краловець ( Чехія) |

| 11 жовтня 2020 21:45 (20:45 CEST) |

| Косово | 0:1      | Словенія     |
| ------ | -------- | ------------ |
|        | Протокол | - Вучкич 22' |

| Фаділь Вокрі, Приштина · Арбітр: Ендрю Медлі ( Англія) |

| 11 жовтня 2020 21:45 |

| Греція                                  | 2:0      | Молдова |
| --------------------------------------- | -------- | ------- |
| - Бакасетас 45+3' (пен.) - Манталос 50' | Протокол |         |

| Олімпійський, Афіни · Арбітр: Денніс Хілглер ( Нідерланди) |

| 14 жовтня 2020 21:45 |

| Молдова | 0:4      | Словенія                                         |
| ------- | -------- | ------------------------------------------------ |
|         | Протокол | - Ловрич 8' - Вучкич 37' (пен.), 42', 55' (пен.) |

| Зімбру, Кишинів · Арбітр: Рой Райншрайбер ( Ізраїль) |

| 14 жовтня 2020 21:45 |

| Греція | 0:0      | Косово |
| ------ | -------- | ------ |
|        | Протокол |        |

| Олімпійський, Афіни · Арбітр: Жуан Пиньейру ( Португалія) |

| 15 листопада 2020 21:45 |

| Молдова | 0:2      | Греція                         |
| ------- | -------- | ------------------------------ |
|         | Протокол | - Фортуніс 32' - Бакасетас 41' |

| Зімбру, Кишинів · Арбітр: Фран Йович ( Хорватія) |

| 15 листопада 2020 21:45 (20:45 CET) |

| Словенія                           | 2:1      | Косово       |
| ---------------------------------- | -------- | ------------ |
| - Куртич 63' - Іличич 90+4' (пен.) | Протокол | - Мурікі 58' |

| Стожиці, Любляна · Арбітр: Бартош Франковський ( Польща) |

| 18 листопада 2020 21:45 (20:45 CET) |

| Косово         | 1:0      | Молдова |
| -------------- | -------- | ------- |
| - Кастраті 31' | Протокол |         |

| Фаділь Вокрі, Приштина · Арбітр: Жуан Пиньейру ( Португалія) |

| 18 листопада 2020 21:45 |

| Греція | 0:0      | Словенія |
| ------ | -------- | -------- |
|        | Протокол |          |

| Георгіос Камарас, Афіни · Арбітр: Роомер Тараєв ( Іспанія) |

### Група 4
| Поз | Команда       | І | В | Н | П | ГЗ | ГП | РГ | О  | Підвищення або кваліфікація         |     | Албанія | Білорусь | Литва | Казахстан |
| --- | ------------- | - | - | - | - | -- | -- | -- | -- | ----------------------------------- | --- | ------- | -------- | ----- | --------- |
| 1   | Албанія (P)   | 6 | 3 | 2 | 1 | 8  | 4  | +4 | 11 | Вихід у Лігу B                      |     | —       | 3:2      | 0:1   | 3:1       |
| 2   | Білорусь      | 6 | 3 | 1 | 2 | 10 | 8  | +2 | 10 |                                     |     | 0:2     | —        | 2:0   | 2:0       |
| 3   | Литва         | 6 | 2 | 2 | 2 | 5  | 7  | −2 | 8  |                                     | 0:0 | 2:2     | —        | 0:2   |           |
| 4   | Казахстан (O) | 6 | 1 | 1 | 4 | 5  | 9  | −4 | 4  | Потрапляння до плей-оф за виживання |     | 0:0     | 1:2      | 1:2   | —         |

| 4 вересня 2020 19:00 |

| Литва | 0:2      | Казахстан                   |
| ----- | -------- | --------------------------- |
|       | Протокол | - Зайнутдінов 5' - Куат 86' |

| Стадіон ЛФФ, Вільнюс · Глядачів: 0 · Арбітр: Раде Обренович ( Словенія) |

| 4 вересня 2020 21:45 (20:45 CEST) |

| Білорусь | 0:2      | Албанія                    |
| -------- | -------- | -------------------------- |
|          | Протокол | - Цикаллеші 23' - Баре 78' |

| Динамо, Мінськ · Глядачів: 0 · Арбітр: Крістоффер Карлссон ( Швеція) |

| 7 вересня 2020 17:00 (20:00 UTC+6) |

| Казахстан      | 1:2      | Білорусь                       |
| -------------- | -------- | ------------------------------ |
| - Аймбетов 63' | Протокол | - Бордачов 54' - Лисакович 87' |

| Центральний, Алмати · Глядачів: 0 · Арбітр: Георгій Круашвілі ( Грузія) |

| 7 вересня 2020 21:45 (20:45 CEST) |

| Албанія | 0:1      | Литва               |
| ------- | -------- | ------------------- |
|         | Протокол | - Д. Казлаускас 52' |

| Ейр Албанія, Тирана · Глядачів: 0 · Арбітр: Сергій Бойко ( Україна) |

| 11 жовтня 2020 16:00 (19:00 UTC+6) |

| Казахстан | 0:0      | Албанія |
| --------- | -------- | ------- |
|           | Протокол |         |

| Центральний, Алмати · Арбітр: Думітру Мунтян ( Молдова) |

| 11 жовтня 2020 19:00 |

| Литва                          | 2:2      | Білорусь                             |
| ------------------------------ | -------- | ------------------------------------ |
| - Новиковас 7' - Лаукжеміс 75' | Протокол | - Лисакович 59' (пен.) - Сачивко 66' |

| Стадіон ЛФФ, Вільнюс · Арбітр: Юліан Вайнбергер ( Австрія) |

| 14 жовтня 2020 19:00 |

| Литва | 0:0      | Албанія |
| ----- | -------- | ------- |
|       | Протокол |         |

| Стадіон ЛФФ, Вільнюс · Арбітр: Карім Абед ( Франція) |

| 14 жовтня 2020 21:45 |

| Білорусь                         | 2:0      | Казахстан |
| -------------------------------- | -------- | --------- |
| - Яблонський 36' - Юзепчук 90+3' | Протокол |           |

| Динамо, Мінськ · Арбітр: Александар Ставрев ( Македонія) |

| 15 листопада 2020 19:00 (18:00 CET) |

| Албанія                                          | 3:1      | Казахстан    |
| ------------------------------------------------ | -------- | ------------ |
| - Цикаллеші 16' - Ісмайлі 23' - Манай 63' (пен.) | Протокол | - Абікен 25' |

| Ейр Албанія, Тирана · Арбітр: Хав'єр Естрада Фернандес ( Іспанія) |

| 15 листопада 2020 19:00 (20:00 FET) |

| Білорусь                    | 2:0      | Литва |
| --------------------------- | -------- | ----- |
| - Яблонський 5' - Ебонг 20' | Протокол |       |

| Динамо, Мінськ · Арбітр: Кріс Кавана ( Англія) |

| 18 листопада 2020 17:00 (21:00 UTC+6) |

| Казахстан      | 1:2      | Литва                              |
| -------------- | -------- | ---------------------------------- |
| - Аймбетов 38' | Протокол | - Воробйовас 40' - Новиковас 90+4' |

| Центральний, Алмати · Арбітр: Гюсейн Геджек ( Туреччина) |

| 18 листопада 2020 17:00 (16:00 CET) |

| Албанія                                 | 3:2      | Білорусь                 |
| --------------------------------------- | -------- | ------------------------ |
| - Цикаллеші 20', 27' (пен.) - Манай 44' | Протокол | - Скавиш 35' - Ебонг 80' |

| Ейр Албанія, Тирана · Арбітр: Раду Петреску ( Румунія) |

## Плей-оф за виживання
Плей-оф за виживання у Лізі C заплановані на той самий час, що і плей-оф кваліфікації до Чемпіонат світу 2022. Якби хоча б одна з команд-учасників цього плей-оф потрапила до плей-оф кваліфікації ЧС, то плей-оф за виживання були б скасовані і натомість команди, що посіли в рейтингу ліги два останніх місця ‒ 47-е та 48-е ‒ вилітали автоматично.
Пари у плей-оф формуються наступним чином, згідно з рейтингом (команда, що знаходиться вище в рейтингу, грає матч-відповідь вдома):
- Перша команда – четверта команда
- Друга команда – третя команда

Час вказано в EET/EEST, (місцевий час, якщо відрізняється, вказано в дужках).

### Рейтинг 4-х місць
| Поз | Груп | Команда   | І | В | Н | П | ГЗ | ГП | РГ  | О |
| --- | ---- | --------- | - | - | - | - | -- | -- | --- | - |
| 1   | C4   | Казахстан | 6 | 1 | 1 | 4 | 5  | 9  | −4  | 4 |
| 2   | C1   | Кіпр      | 6 | 1 | 1 | 4 | 2  | 10 | −8  | 4 |
| 3   | C2   | Естонія   | 6 | 0 | 3 | 3 | 5  | 9  | −4  | 3 |
| 4   | C3   | Молдова   | 6 | 0 | 1 | 5 | 1  | 11 | −10 | 1 |

### Результати
| Команда 1 | Заг.           | Команда 2 | 1-й матч | 2-й матч |
| --------- | -------------- | --------- | -------- | -------- |
| Молдова   | 2:2 (пен. 4:5) | Казахстан | 1:2      | 1:0      |
| Естонія   | 0:2            | Кіпр      | 0:0      | 0:2      |

### Матчі
| 24 березня 2022 19:00 |

| Молдова            | 1:2      | Казахстан                     |
| ------------------ | -------- | ----------------------------- |
| - Ніколаєску 45+1' | Протокол | - Малий 63' - Посмак 79' (аг) |

| Зімбру, Кишинів · Арбітр: Анастасіос Сідіропулос ( Греція) |

| 29 березня 2022 17:00 (20:00 ALMT) |

| Казахстан                                                                | 0:1 (дч) | Молдова                                                          |
| ------------------------------------------------------------------------ | -------- | ---------------------------------------------------------------- |
|                                                                          | Протокол | - Армаш 63'                                                      |
|                                                                          | Пенальті |                                                                  |
| - Абікен - Бейсебеков - Досмагамбетов - Зайнутдінов - Жаксиликов - Жуков | 5:4      | - Каймаков - Армаш - Мандриченко - Кречун - Ніколаєску - Ревенко |

| Астана Арена, Нур-Султан · Арбітр: Іван Кружляк ( Словаччина) |

2:2 за сумою матчів. Казахстан переміг по пенальті 5:4 та залишився в Лізі C, а Молдова вибула в Лігу D.
| 24 березня 2022 19:00 |

| Естонія | 0:0      | Кіпр |
| ------- | -------- | ---- |
|         | Протокол |      |

| А. Ле Кок Арена, Таллінн · Арбітр: Вільям Коллам ( Шотландія) |

| 29 березня 2022 19:00 |

| Кіпр                       | 2:0      | Естонія |
| -------------------------- | -------- | ------- |
| - Ционіс 19' - Сотіріу 51' | Протокол |         |

| АЕК Арена, Ларнака · Арбітр: Артур Діаш ( Португалія) |

Кіпр переміг з рахунком 2:0 за сумою матчів та залишився в Лізі C, а Естонія вибула в Лігу D.

## Найкращі бомбардири
Протягом турніру було забито  103 голів у 52 матчах, з середнім показником 1.98 голів за матч.
4 голи
- Цикаллеші
- Саппінен
- Вучкич
- Йоветич

3 голи
- Сінані

2 голи
- Манай
- Ебонг
- Лисакович
- Яблонський
- Бакасетас
- Качарава
- Окріашвілі
- Аймбетов
- Кастанос
- Новиковас
- Аліоскі
- Ніколаєску
- Болєвич
- Іванович

1 гол
- Медведєв
- Шейдаєв
- Баре
- Ісмайлі
- Бордачов
- Сачивко
- Скавиш
- Юзепчук
- Адамян
- Амбарцумян
- Байрамян
- Барсегян
- Вбеймар
- Казарян
- Карапетян
- Мхітарян
- Оганесян
- Лімніос
- Манталос
- Сіовас
- Фортуніс
- Казаїшвілі
- Кварацхелія
- Лійвак
- Зайнутдінов
- Куат
- Малий
- Посмак
- Сотіріу
- Ционіс
- Беріша
- Кастраті
- Кололлі
- Мурікі
- Воробйовас
- Д. Казлаускас
- Лаукжеміс
- Муратович
- Родрігес
- Армаш
- Зайков
- Несторовскі
- Пандев
- Ристовський
- Стояновський
- Тричковський
- Богар
- Іличич
- Куртич
- Ловрич
- Бечирай
- Мугоша

1 автогол
- Кривоцюк (проти Люксембургу)
- Кууск (проти Північної Македонії)
- Кусулос (проти Люксембургу)

## Загальний рейтинг
| Рей | Груп | Команда            | І | В | Н | П | ГЗ | ГП | РГ  | О  |
| --- | ---- | ------------------ | - | - | - | - | -- | -- | --- | -- |
| 33  | C3   | Словенія           | 6 | 4 | 2 | 0 | 8  | 1  | +7  | 14 |
| 34  | C1   | Чорногорія         | 6 | 4 | 1 | 1 | 10 | 2  | +8  | 13 |
| 35  | C4   | Албанія            | 6 | 3 | 2 | 1 | 8  | 4  | +4  | 11 |
| 36  | C2   | Вірменія           | 6 | 3 | 2 | 1 | 9  | 6  | +3  | 11 |
|     |      |                    |   |   |   |   |    |    |     |    |
| 37  | C3   | Греція             | 6 | 3 | 3 | 0 | 6  | 1  | +5  | 12 |
| 38  | C4   | Білорусь           | 6 | 3 | 1 | 2 | 10 | 8  | +2  | 10 |
| 39  | C1   | Люксембург         | 6 | 3 | 1 | 2 | 7  | 5  | +2  | 10 |
| 40  | C2   | Північна Македонія | 6 | 2 | 3 | 1 | 9  | 8  | +1  | 9  |
|     |      |                    |   |   |   |   |    |    |     |    |
| 41  | C4   | Литва              | 6 | 2 | 2 | 2 | 5  | 7  | −2  | 8  |
| 42  | C2   | Грузія             | 6 | 1 | 4 | 1 | 6  | 6  | 0   | 7  |
| 43  | C1   | Азербайджан        | 6 | 1 | 3 | 2 | 2  | 4  | −2  | 6  |
| 44  | C3   | Косово             | 6 | 1 | 2 | 3 | 4  | 6  | −2  | 5  |
|     |      |                    |   |   |   |   |    |    |     |    |
| 45  | C4   | Казахстан          | 6 | 1 | 1 | 4 | 5  | 9  | −4  | 4  |
| 46  | C1   | Кіпр               | 6 | 1 | 1 | 4 | 2  | 10 | −8  | 4  |
| 47  | C2   | Естонія            | 6 | 0 | 3 | 3 | 5  | 9  | −4  | 3  |
| 48  | C3   | Молдова            | 6 | 0 | 1 | 5 | 1  | 11 | −10 | 1  |

## Позначки
1. ↑  Для матчів 1-4 туру (вересень та жовтень 2020) — в EEST (UTC+3), для матчів 5-6 туру (листопад 2020) — EET (UTC+1).
2. 1 2 3 4 5 6 7 8 9 10 11 12 13 14 15 16  Через пандемію коронавірусної хвороби 2019, усі матчі, заплановані на вересень 2020 будуть зіграні без глядачів.[17][18]
3. ↑  Матч Азербайджан‒Кіпр, який мав відбутися на Олімпійському стадіоні у Баку, було перенесено на нейтральне поле ‒ Ельбасан Арена, Ельбасан (Албанія) ‒ через Зіткнення в Нагірному Карабасі.[19]
4. ↑  Матч Азербайджан‒Чорногорія, який мав відбутися на Олімпійському стадіоні у Баку, було перенесено на нейтральне поле ‒ Запрешич, Запрешич (Хорватія) ‒ за рішенням УЄФА від 20 жовтня 2020 про тимчасове припинення проведення усіх матчів УЄФА у Вірменії та Азербайджані до подальшого рішення через Зіткнення в Нагірному Карабасі.[20][21]
5. ↑  Матч Вірменія‒Грузія, який мав відбутися на Республіканському стадіон імені Вазгена Саркісяна у Єревані, було перенесено на нейтральне поле ‒ Міський стадіон, Тихи (Польща) ‒ через Зіткнення в Нагірному Карабасі.[19]
6. ↑  Матч Вірменія‒Північна Македонія, який мав відбутися на Республіканському стадіоні імені Вазгена Саркісяна у Єревані, було перенесено на нейтральне поле — ГСП, Нікосія (Кіпр) — за рішенням УЄФА від 20 жовтня 2020 про тимчасове припинення проведення усіх матчів УЄФА у Вірменії та Азербайджані до подальшого рішення через Зіткнення в Нагірному Карабасі.[20]
7. ↑  Обидва матчі між Молдовою та Косово відбудуться на нейтральному стадіоні через відсутність дипломатичних стосунків між цими країними.[22]
8. ↑  Для перших матчів (24 березня 2020) в EET (UTC+1), а для матчів-відповідей (29 березня 2020) — в EEST (UTC+3